# Scott English
Scott Garrison English (Evanston, Illinois, 20 de octubre de 1950) es un exjugador de baloncesto estadounidense que disputó una temporadas en la NBA y dos más en la ABA. Con 1,98 metros de estatura, jugaba en la posición de alero.

## Trayectoria deportiva

### Universidad
Jugó durante tres temporadas con los Miners de la Universidad de Texas-El Paso, en las que promedió 10,0 puntos y 6,2 rebotes por partido. En su última temporada fue incluido en el mejor quinteto de la Western Athletic Conference.

### Profesional
Fue elegido en la trigésimo tercera posición del Draft de la NBA de 1972 por Phoenix Suns, y también por los The Floridians en el Draft de la ABA, fichando por los primeros.
En los Suns jugó una temporada, en la que apenas contó para su entrenador Butch van Breda Kolff primero, y Jerry Colangelo después, saltando a pista sólo en 29 partidos, en los que promedió 3,2 puntos y 1,5 rebotes.
Tras ser despedido, en 1973 ficha como agente libre por los Virginia Squires de la ABA, pero solo disputa 5 partidos, en los que promedia 2,0 puntos y 3,2 rebotes. Al año siguiente es contratado por los San Diego Conquistadors, donde por fin juega una temporada completa, promediando 6,9 puntos y 5,1 rebotes por partido.

## Estadísticas de su carrera en la NBA

### Temporada regular
| Temporada | Edad | Equipo                  | Liga  | P   | TIT | MIN  | TC  | TCA | %TC  | 3P  | 3PA | %3P  | TL  | TLA | %TL   | R.OF. | R.DEF. | REB | ASIS | ROB | TAP | PER | FP  | PTS |
| 1972-73   | 22   | Phoenix Suns            | NBA   | 29  |     | 6.8  | 1.2 | 3.2 | .387 |     |     |      | 0.7 | 1.0 | .724  |       |        | 1.5 | 0.5  |     |     |     | 1.3 | 3.2 |
| 1973-74   | 23   | Virginia Squires        | ABA   | 5   |     | 9.6  | 0.6 | 3.0 | .200 | 0.0 | 0.0 |      | 0.8 | 0.8 | 1.000 | 0.6   | 2.6    | 3.2 | 0.8  | 0.6 | 0.0 | 1.8 | 1.8 | 2.0 |
| 1974-75   | 24   | San Diego Conquistadors | ABA   | 71  |     | 18.5 | 3.0 | 7.0 | .425 | 0.0 | 0.1 | .100 | 1.0 | 1.3 | .775  | 1.8   | 3.3    | 5.1 | 1.2  | 0.7 | 0.3 | 1.2 | 1.6 | 6.9 |
| Total     |      |                         | TOTAL | 105 |     | 14.9 | 2.4 | 5.7 | .414 | 0.0 | 0.1 | .100 | 0.9 | 1.2 | .770  | 1.8   | 3.2    | 4.0 | 1.0  | 0.7 | 0.3 | 1.3 | 1.5 | 5.6 |
|           |      |                         | ABA   | 76  |     | 17.9 | 2.8 | 6.7 | .418 | 0.0 | 0.1 | .100 | 1.0 | 1.2 | .785  | 1.8   | 3.2    | 5.0 | 1.2  | 0.7 | 0.3 | 1.3 | 1.6 | 6.6 |
|           |      |                         | NBA   | 29  |     | 6.8  | 1.2 | 3.2 | .387 |     |     |      | 0.7 | 1.0 | .724  |       |        | 1.5 | 0.5  |     |     |     | 1.3 | 3.2 |